# Алта (футбольный клуб)
«Алта» (норв. Alta Idrettsforening) — норвежский футбольный клуб из города Алта. В настоящий момент он выступает в Первом дивизионе, втором по силе дивизионе страны.
Футбольный клуб был основан в 1927 году.
«Алта» играет свои домашние матчи на стадионе «Алта Идреттспарк» в Алте, вмещающем 3000 зрителей, в случае непогоды клуб проводит свои домашние матчи в крытой арене «Финнмарксхаллен», вмещающей 1 000 зрителей.
Клуб никогда не играл в главной норвежской футбольной лиге, последние сезоны же клуб проводит попеременно в Первом и Втором дивизионах.